# When I Was Your Man
"When I Was Your Man" is een single van de Amerikaanse zanger Bruno Mars.

## Tracklist
| Soort geluidsdrager | Uitgebracht | Tracks                                                       | Duur |
| ------------------- | ----------- | ------------------------------------------------------------ | ---- |
| Promo - cd-single   | 14-01-2013  | "When I Was Your Man"                                        | 3:34 |
| Cd-single           | 05-04-2013  | 1. "When I Was Your Man"                                     | 3:36 |
| Cd-single           | 05-04-2013  | 2. "Locked Out of Heaven (CAZZETTE'S Answering Machine Mix)" | 6:41 |

## Hitnoteringen
| Hitlijst               | Datum van binnenkomst | Hoogste positie | Aantal weken | Laatste notering |
| ---------------------- | --------------------- | --------------- | ------------ | ---------------- |
| Single Top 100         | 19-01-2013            | 6               | 40           | 11-01-2014       |
| Nederlandse Top 40     | 26-01-2013            | 7               | 20           | 08-06-2013       |
| Vlaamse Ultratop 50    | 09-02-2013            | 7               | 20           | 22-06-2013       |
| Vlaamse Radio 2 Top 30 | 02-02-2013            | 4               | 19           | 08-06-2013       |
| Waalse Ultratop 50     | 02-03-2013            | 13              | 20           | 10-08-2013       |
| Australische Top 50    | 23-12-2012            | 6               | 29           | 07-07-2013       |
| Deense Top 40          | 15-02-2013            | 4               | 21           | 05-07-2013       |
| Duitse Top 100         | 09-03-2013            | 23              | 12           | 25-05-2013       |
| Finse Top 20           | 30-03-2013            | 13              | 5            | 27-04-2013       |
| Franse Top 200         | 21-12-2012            | 9               | 60           | 22-03-2014       |
| Nieuw-Zeelandse Top 40 | 28-01-2013            | 4               | 21           | 17-06-2013       |
| Noorse Top 20          | 23-03-2013            | 8               | 15           | 29-06-2013       |
| Oostenrijkse Top 75    | 01-03-2013            | 11              | 18           | 28-06-2013       |
| Spaanse Top 50         | 09-12-2012            | 22              | 20           | 13-10-2013       |
| UK Singles Chart       | 16-02-2013            | 2               | 39           | 09-11-2013       |
| Billboard Hot 100      | 22-12-2012            | 1               | 35           | 31-08-2013       |
| Zweedse Top 60         | 22-03-2013            | 16              | 22           | 16-08-2013       |
| Zwitserse Top 75       | 03-03-2013            | 12              | 26           | 08-09-2013       |

### Nederlandse Top 40
| Hitnotering: 26-01-2013 t/m 08-06-2013 | Hitnotering: 26-01-2013 t/m 08-06-2013 | Hitnotering: 26-01-2013 t/m 08-06-2013 | Hitnotering: 26-01-2013 t/m 08-06-2013 | Hitnotering: 26-01-2013 t/m 08-06-2013 | Hitnotering: 26-01-2013 t/m 08-06-2013 | Hitnotering: 26-01-2013 t/m 08-06-2013 | Hitnotering: 26-01-2013 t/m 08-06-2013 | Hitnotering: 26-01-2013 t/m 08-06-2013 | Hitnotering: 26-01-2013 t/m 08-06-2013 | Hitnotering: 26-01-2013 t/m 08-06-2013 | Hitnotering: 26-01-2013 t/m 08-06-2013 | Hitnotering: 26-01-2013 t/m 08-06-2013 | Hitnotering: 26-01-2013 t/m 08-06-2013 | Hitnotering: 26-01-2013 t/m 08-06-2013 | Hitnotering: 26-01-2013 t/m 08-06-2013 | Hitnotering: 26-01-2013 t/m 08-06-2013 | Hitnotering: 26-01-2013 t/m 08-06-2013 | Hitnotering: 26-01-2013 t/m 08-06-2013 | Hitnotering: 26-01-2013 t/m 08-06-2013 | Hitnotering: 26-01-2013 t/m 08-06-2013 | Hitnotering: 26-01-2013 t/m 08-06-2013 |
| Week:                                  | 1                                      | 2                                      | 3                                      | 4                                      | 5                                      | 6                                      | 7                                      | 8                                      | 9                                      | 10                                     | 11                                     | 12                                     | 13                                     | 14                                     | 15                                     | 16                                     | 17                                     | 18                                     | 19                                     | 20                                     |                                        |
| -------------------------------------- | -------------------------------------- | -------------------------------------- | -------------------------------------- | -------------------------------------- | -------------------------------------- | -------------------------------------- | -------------------------------------- | -------------------------------------- | -------------------------------------- | -------------------------------------- | -------------------------------------- | -------------------------------------- | -------------------------------------- | -------------------------------------- | -------------------------------------- | -------------------------------------- | -------------------------------------- | -------------------------------------- | -------------------------------------- | -------------------------------------- | -------------------------------------- |
| Positie:                               | 16                                     | 10                                     | 11                                     | 12                                     | 12                                     | 13                                     | 9                                      | 7                                      | 7                                      | 7                                      | 9                                      | 10                                     | 13                                     | 14                                     | 18                                     | 24                                     | 26                                     | 27                                     | 29                                     | 40                                     | uit                                    |

### NederlandseSingle Top 100
| Hitnotering: 12-01-2013 t/m 21-09-2013 16-11-2013, 04-01-2014 t/m 11-01-2014 | Hitnotering: 12-01-2013 t/m 21-09-2013 16-11-2013, 04-01-2014 t/m 11-01-2014 | Hitnotering: 12-01-2013 t/m 21-09-2013 16-11-2013, 04-01-2014 t/m 11-01-2014 | Hitnotering: 12-01-2013 t/m 21-09-2013 16-11-2013, 04-01-2014 t/m 11-01-2014 | Hitnotering: 12-01-2013 t/m 21-09-2013 16-11-2013, 04-01-2014 t/m 11-01-2014 | Hitnotering: 12-01-2013 t/m 21-09-2013 16-11-2013, 04-01-2014 t/m 11-01-2014 | Hitnotering: 12-01-2013 t/m 21-09-2013 16-11-2013, 04-01-2014 t/m 11-01-2014 | Hitnotering: 12-01-2013 t/m 21-09-2013 16-11-2013, 04-01-2014 t/m 11-01-2014 | Hitnotering: 12-01-2013 t/m 21-09-2013 16-11-2013, 04-01-2014 t/m 11-01-2014 | Hitnotering: 12-01-2013 t/m 21-09-2013 16-11-2013, 04-01-2014 t/m 11-01-2014 | Hitnotering: 12-01-2013 t/m 21-09-2013 16-11-2013, 04-01-2014 t/m 11-01-2014 | Hitnotering: 12-01-2013 t/m 21-09-2013 16-11-2013, 04-01-2014 t/m 11-01-2014 | Hitnotering: 12-01-2013 t/m 21-09-2013 16-11-2013, 04-01-2014 t/m 11-01-2014 | Hitnotering: 12-01-2013 t/m 21-09-2013 16-11-2013, 04-01-2014 t/m 11-01-2014 | Hitnotering: 12-01-2013 t/m 21-09-2013 16-11-2013, 04-01-2014 t/m 11-01-2014 | Hitnotering: 12-01-2013 t/m 21-09-2013 16-11-2013, 04-01-2014 t/m 11-01-2014 | Hitnotering: 12-01-2013 t/m 21-09-2013 16-11-2013, 04-01-2014 t/m 11-01-2014 | Hitnotering: 12-01-2013 t/m 21-09-2013 16-11-2013, 04-01-2014 t/m 11-01-2014 | Hitnotering: 12-01-2013 t/m 21-09-2013 16-11-2013, 04-01-2014 t/m 11-01-2014 | Hitnotering: 12-01-2013 t/m 21-09-2013 16-11-2013, 04-01-2014 t/m 11-01-2014 | Hitnotering: 12-01-2013 t/m 21-09-2013 16-11-2013, 04-01-2014 t/m 11-01-2014 | Hitnotering: 12-01-2013 t/m 21-09-2013 16-11-2013, 04-01-2014 t/m 11-01-2014 | Hitnotering: 12-01-2013 t/m 21-09-2013 16-11-2013, 04-01-2014 t/m 11-01-2014 |
| Week:                                                                        | 1                                                                            | 2                                                                            | 3                                                                            | 4                                                                            | 5                                                                            | 6                                                                            | 7                                                                            | 8                                                                            | 9                                                                            | 10                                                                           | 11                                                                           | 12                                                                           | 13                                                                           | 14                                                                           | 15                                                                           | 16                                                                           | 17                                                                           | 18                                                                           | 19                                                                           | 20                                                                           | 21                                                                           | 22                                                                           |
| ---------------------------------------------------------------------------- | ---------------------------------------------------------------------------- | ---------------------------------------------------------------------------- | ---------------------------------------------------------------------------- | ---------------------------------------------------------------------------- | ---------------------------------------------------------------------------- | ---------------------------------------------------------------------------- | ---------------------------------------------------------------------------- | ---------------------------------------------------------------------------- | ---------------------------------------------------------------------------- | ---------------------------------------------------------------------------- | ---------------------------------------------------------------------------- | ---------------------------------------------------------------------------- | ---------------------------------------------------------------------------- | ---------------------------------------------------------------------------- | ---------------------------------------------------------------------------- | ---------------------------------------------------------------------------- | ---------------------------------------------------------------------------- | ---------------------------------------------------------------------------- | ---------------------------------------------------------------------------- | ---------------------------------------------------------------------------- | ---------------------------------------------------------------------------- | ---------------------------------------------------------------------------- |
| Positie:                                                                     | 42                                                                           | 11                                                                           | 9                                                                            | 12                                                                           | 13                                                                           | 14                                                                           | 17                                                                           | 9                                                                            | 6                                                                            | 8                                                                            | 8                                                                            | 12                                                                           | 13                                                                           | 14                                                                           | 18                                                                           | 26                                                                           | 29                                                                           | 33                                                                           | 33                                                                           | 33                                                                           | 44                                                                           | 49                                                                           |
| Week:                                                                        | 23                                                                           | 24                                                                           | 25                                                                           | 26                                                                           | 27                                                                           | 28                                                                           | 29                                                                           | 30                                                                           | 31                                                                           | 32                                                                           | 33                                                                           | 34                                                                           | 35                                                                           | 36                                                                           | 37                                                                           |                                                                              | 38                                                                           |                                                                              | 39                                                                           | 40                                                                           |                                                                              |                                                                              |
| Positie:                                                                     | 51                                                                           | 52                                                                           | 52                                                                           | 58                                                                           | 65                                                                           | 61                                                                           | 75                                                                           | 84                                                                           | 83                                                                           | 88                                                                           | 87                                                                           | 86                                                                           | 99                                                                           | 95                                                                           | 100                                                                          | uit                                                                          | 92                                                                           | uit                                                                          | 84                                                                           | 67                                                                           | uit                                                                          |                                                                              |

### NPO Radio 2 Top 2000
| Nummer met noteringen in de NPO Radio 2 Top 2000 | '14 | '15  | '16  | '17  | '18  | '19  | '20  | '21  | '22  | '23  | '24  |
| ------------------------------------------------ | --- | ---- | ---- | ---- | ---- | ---- | ---- | ---- | ---- | ---- | ---- |
| When I Was Your Man                              | 834 | 1103 | 1051 | 1177 | 1035 | 1382 | 1446 | 1317 | 1365 | 1263 | 1229 |

1. ↑  Een vetgedrukt getal geeft de hoogste notering aan.
2. ↑  2014 was het eerste jaar met een notering voor dit nummer.